# فیرلایت ایست سوسکس
فیرلایت ایست سوسکس (به انگلیسی: Fairlight) یک روستا و محله مدنی در بریتانیا است که در Rother واقع شده‌است. فیرلایت ایست سوسکس ۶٫۱ کیلومتر مربع مساحت و ۱٬۶۷۰ نفر جمعیت دارد.